# Rue Vozdvijenka
La rue Vozdvijenka (en russe : Улица Воздвиженка, Oulitsa Vozdvijenka) de Moscou.

## Situation et accès
Cette rue du raïon de l'Arbat dans le district administratif central de Moscou s'étend de la rue du Manège jusqu'à la porte de l'Arbat parallèlement à la rue Znamenka et la rue Bolchaïa Nikitskaïa.
La rue est accessible par :
- Métro Bibliothèque Lénine et Jardin Alexandrovski station au début de la rue.
- Station Arbatskaïa au bout de la rue.
- Autobus : м2, м27.

## Origine du nom
Vozdvijenka signifie « de l'Exaltation ». Ce nom lui vient du monastère de l'Exaltation de la Croix (Krestovozdvijenski monastir) situé dans la rue, mais disparu aujourd'hui. 

## Historique

### Jusqu'auXVIIIesiècle
C'est la route commerciale de Moscou vers Veliki Novgorod qui est à l'origine de l'emplacement de la rue Vozdvijenka.

### AuXVIIIesiècleetXIXesiècle
Après le transfert de la capitale de la Russie de Moscou à Saint-Pétersbourg, la rue devient moins animée, mais le monastère de l'Élévation de la Croix reste un centre d'intérêt important. Lors de l'incendie de Moscou en 1812, durant la guerre contre Napoléon Bonaparte, la rue est gravement endommagée,.
À la fin du XIXe siècle, des immeubles de style modern style sont construits dans la rue comme celui du no 14 de Varvara Morozova, mais aussi des immeubles de style éclectique ou néo-mauresque, comme l'hôtel particulier Arseni Morozov, au no 16.

### XXesiècle
Avant la révolution de 1917, c'était l'une des rues les plus élégantes de la ville.
En 1930, la Bibliothèque d'État de Russie, conçue par les architectes Vladimir Helfreich et Vladimir Chtchouko, est inaugurée dans la rue.
Durant les années 1935-1946, la rue s'appelle rue Komintern ; de 1946 à 1962, rue Kalinine ; à partir de 1963 jusqu'au début des années 1990, elle est une section de la perspective Kalinine.
La maison no 13 a été détruite lors du bombardement de Moscou, pendant la bataille de Moscou de l'hiver 1941-1942.

## Bâtiments remarquables et lieux de mémoire

Bâtiments remarquables de la rue Vozdvijenka
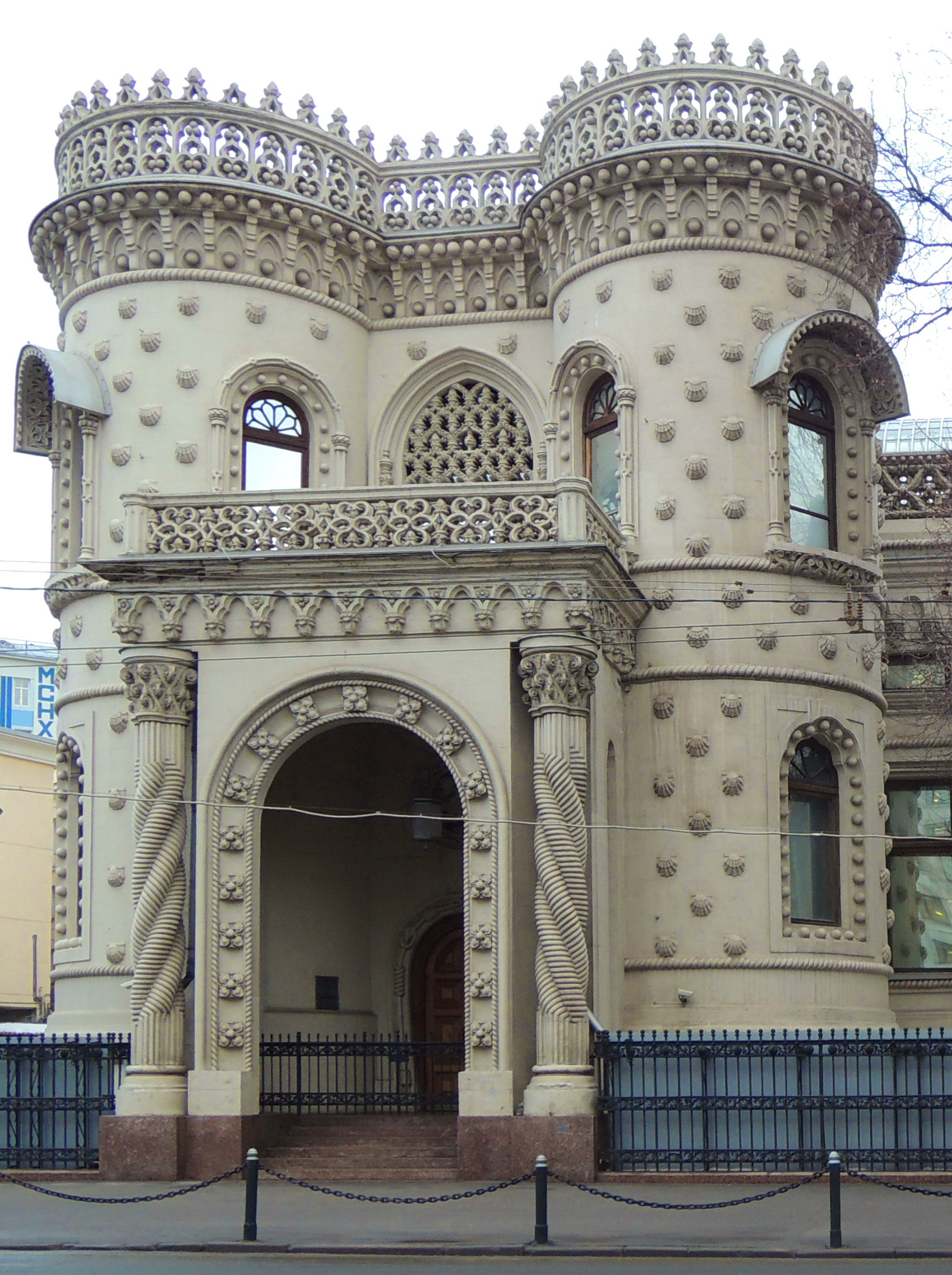
Hôtel particulier Arseni Morozov no 16
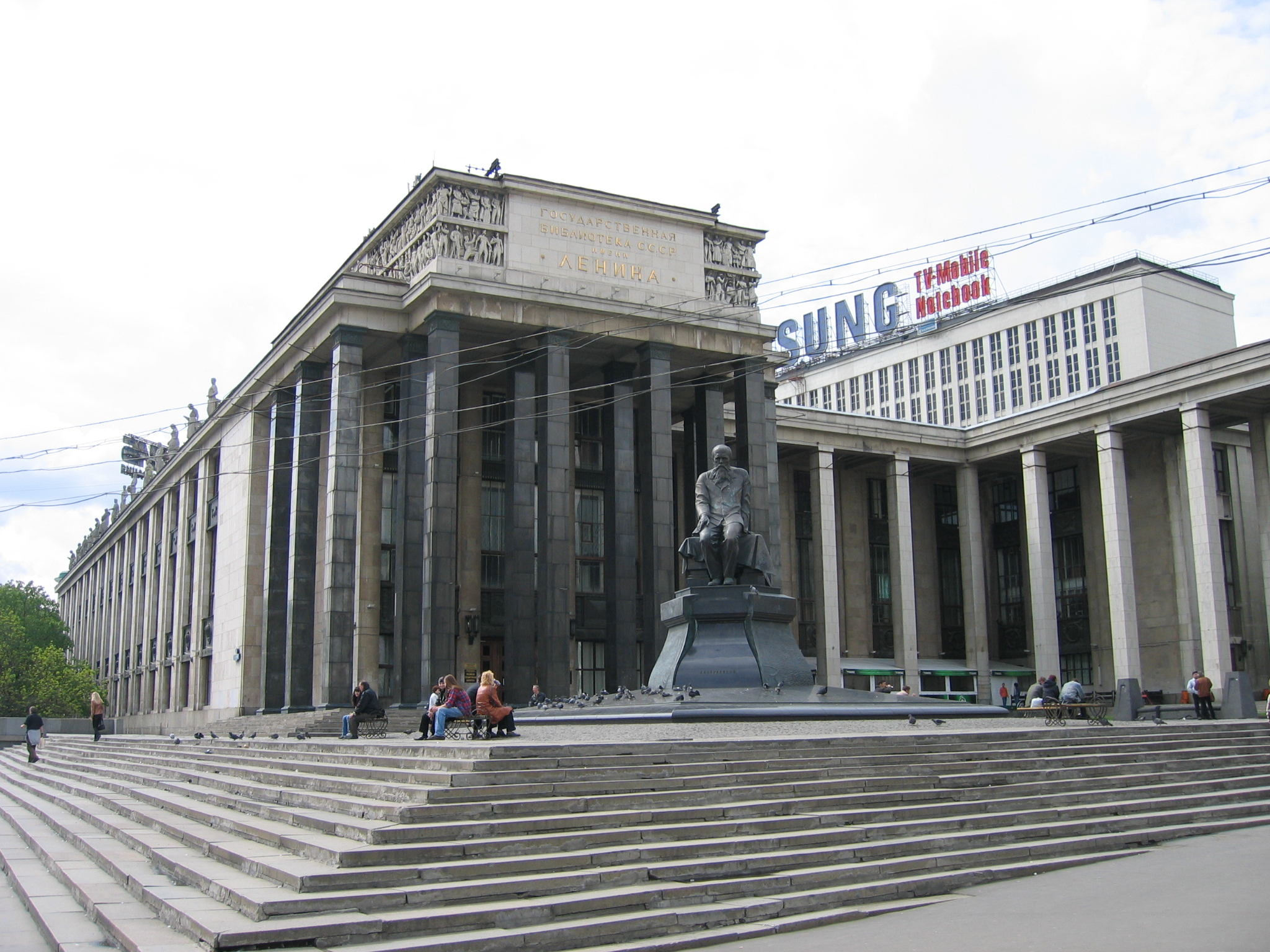
Bibliothèque d'État de Russie, 1930 no 3
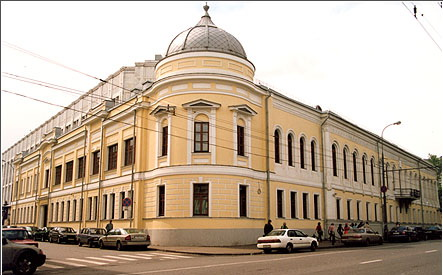
Hôtel particulier du général Vassili Vladimirovitch Grouchetski no 9
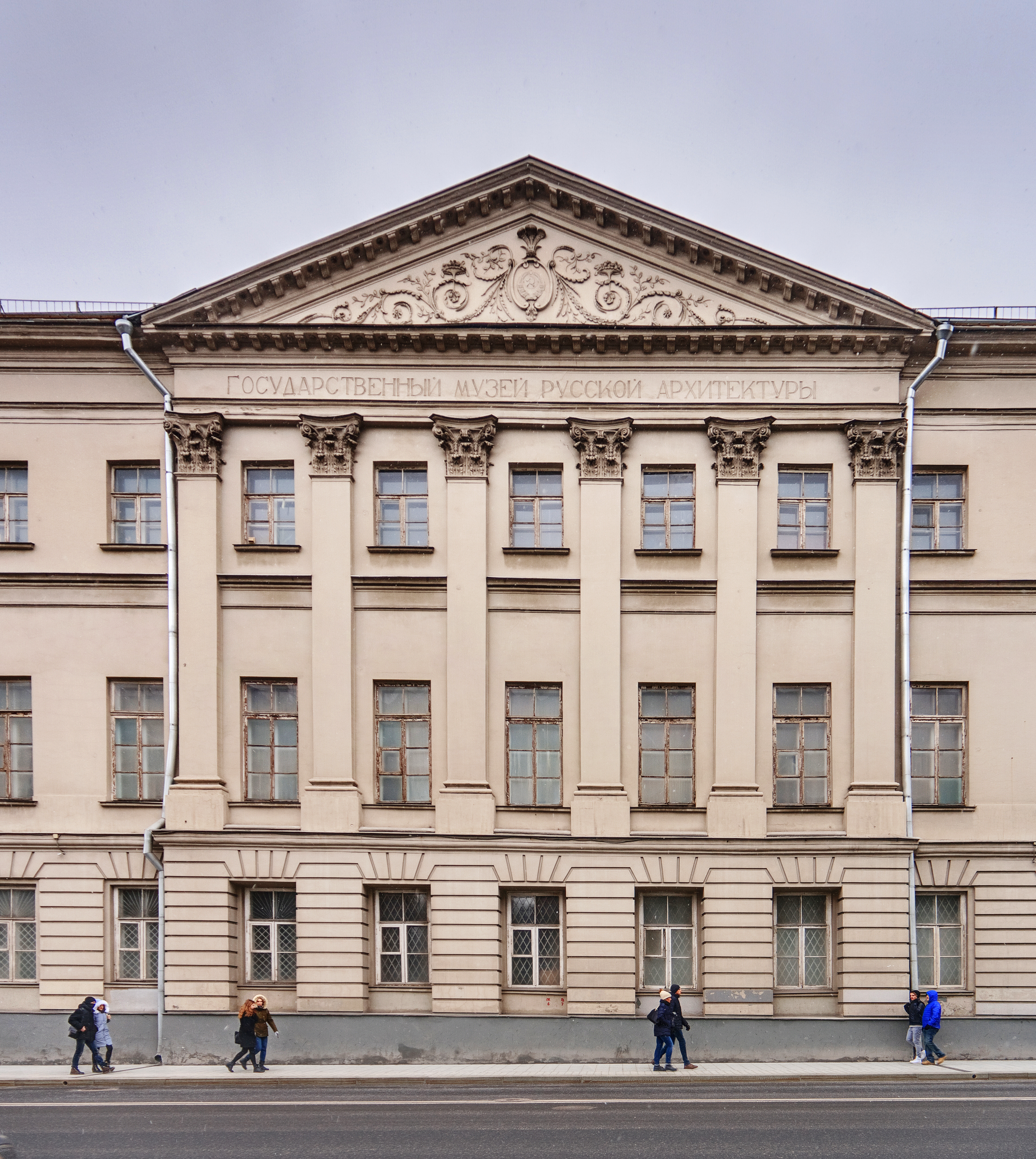
Musée d'architecture Chtchoussev no 5
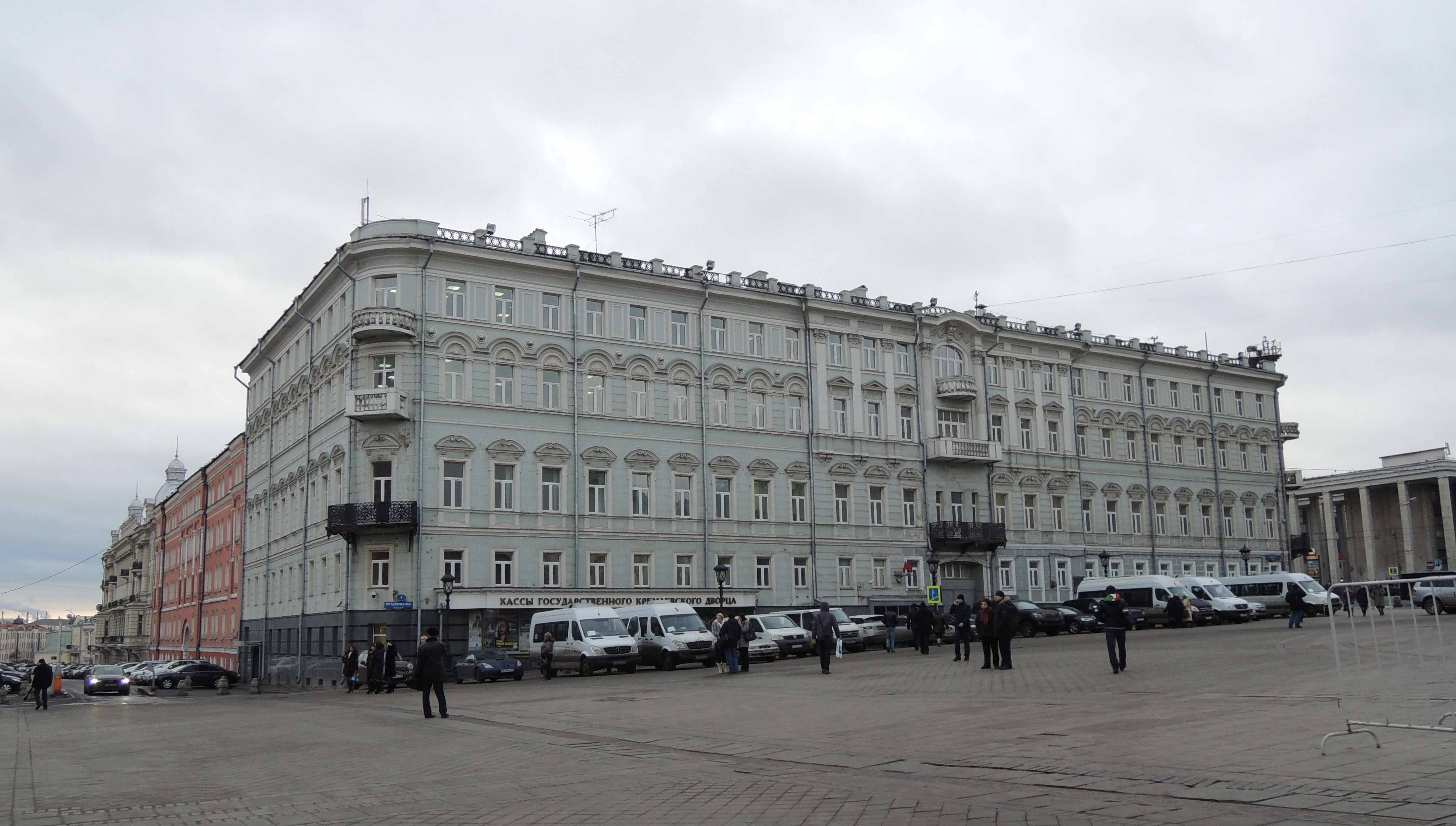
Maison de rapport Torletski-Gagarine no 1
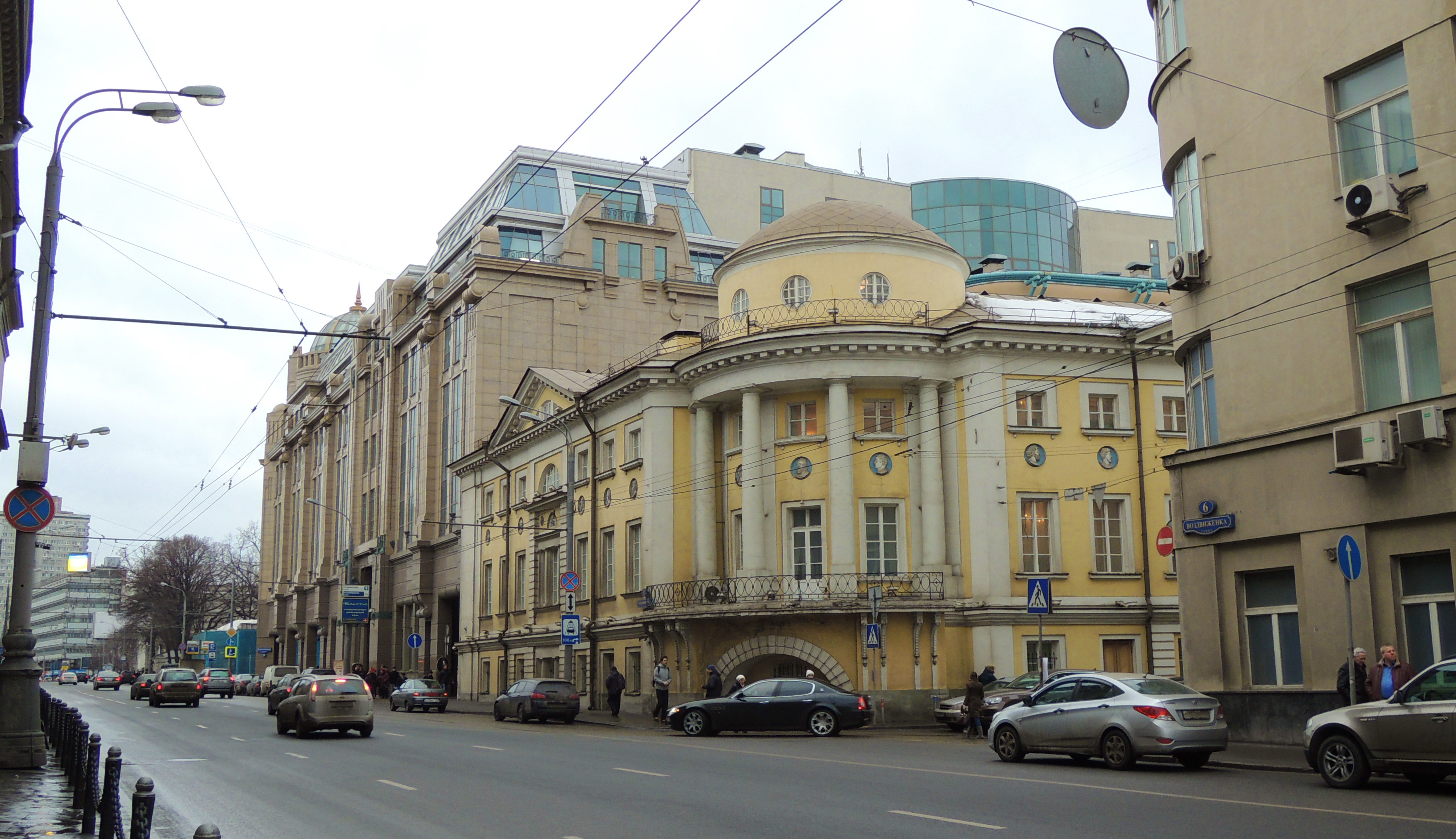
Hôtel particulier Cheremetev no 8
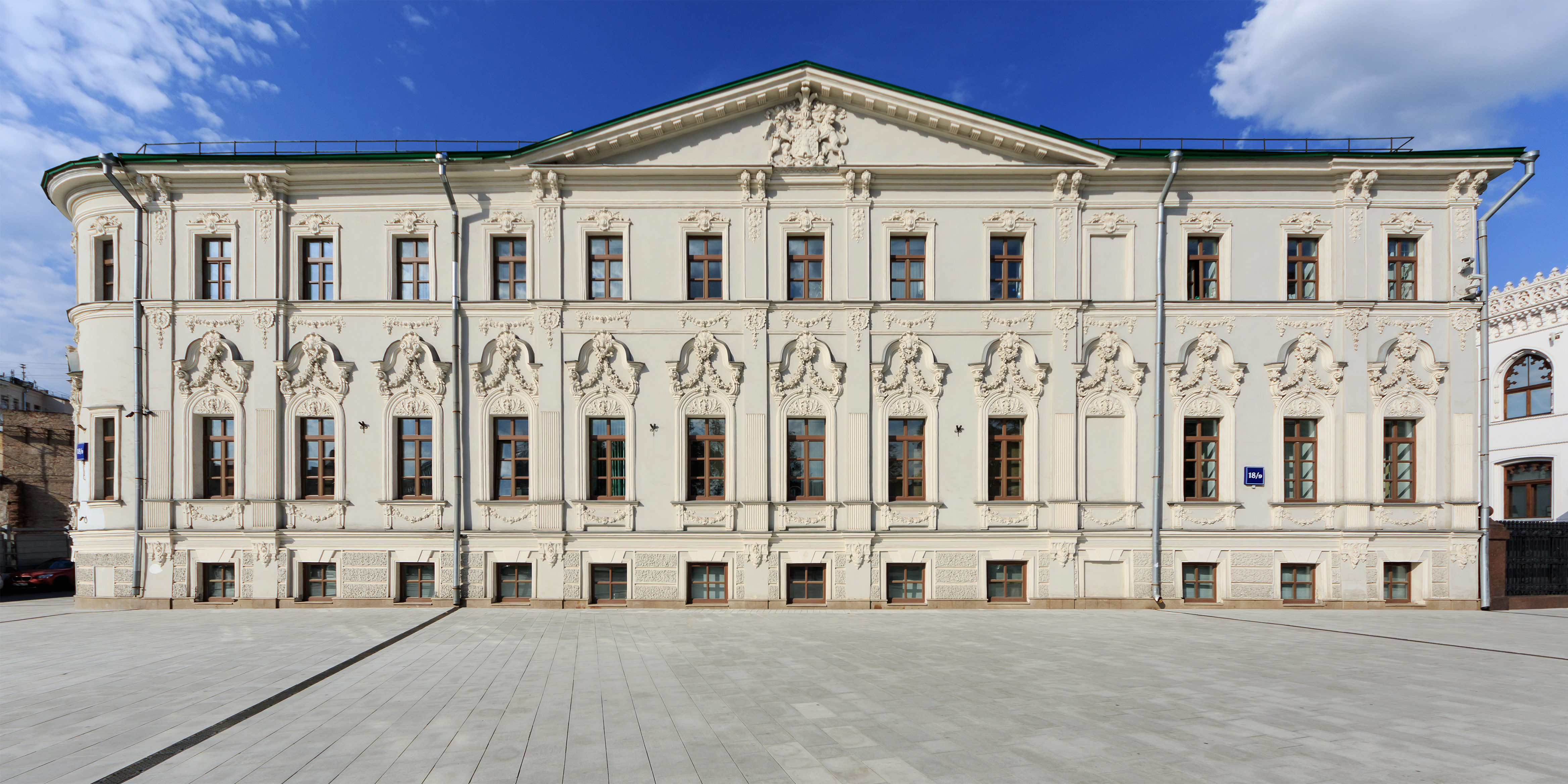
Hôtel particulier Chakovski no 18/9